# Brazeulia
Brazeulia là một chi bướm đêm thuộc phân họ Tortricinae của họ Tortricidae.

## Các loài
- Brazeulia joaquimana Razowski & Becker, 2000